# Pipiza quadrimaculata
Espèce
Pipiza quadrimaculata est une espèce d'insectes diptères brachycères de la famille des Syrphidae, de la sous-famille des Eristalinae, de la tribu des Pipizini.

## Description
Corps noir long de 9 à 11 mm, quatre taches jaunes sur le dessus de l'abdomen caractérisent l'espèce.

## Distribution
Nord-ouest de l'Europe (absent des îles Britanniques, de la péninsule Ibérique, des îles de la Méditerranée). Présent en Amérique du Nord.